# Rajamandri
Rajamandri (hindi Radźmandri (trb.), Rājmaṁdrī (trl.); ang. Rajamandri; hist.: Rajahmundry) – znaczące miasto dystryktu East Godavari leżącego w stanie Andhra Pradesh we wschodnich Indiach.

## Geografia i klimat
Miasto położone jest na lewym brzegu rzeki Godawari, tuż przed rozlewiskami jej delty; mającym typowy klimat tropikalny ze średnią temperaturą 36 °C. Najgorętszy okres przypada na miesiące od kwietnia do czerwca z temperaturą pomiędzy 34 °C a 48 °C. Najchłodniejszymi miesiącami są grudzień i styczeń z temperaturą wahającą się od 27 °C do 30 °C. Najwyższą temperaturę zanotowano w tym regionie w maju 1998 i wyniosła ona 50 °C.

## Historia i kultura
W pierwotnym brzmieniu miejscowość nazywała się Raja Mahendri lub Raja Mahendravaram i uważana była za stolicę Królestwa Telugu. Pierwszym zapisanym w annałach historii władcą był Vengi Chalukyan, który miał władać miastem do roku 1022.  Długie panowanie jego następcy Rajaraja Narendry, który miał się tytułować "Rajamahendra" (1022 – 1061 AD) uważane jest jako okres świetności miasta. Po dziś dzień zachowały się obrysy XI wiecznych murów pałacowych i fortyfikacyjnych. W wiekach średnich posługiwano się nazwą Raja Mahendra Varam, która dalej  przekształcała się w Rajahmahendravaram, Rajahmahendramu, Rajamandramu, Rajahmundhri, a ostatnio – pod brytyjskim panowaniem – w Rajahmundry. Tradycyjnie, miejsce to uważa się za kolebkę języka telugu. Radźmandri w XIX stuleciu stało się kolebką zmian kulturowych Indii. Na wzmiankę zasługuje Kandukuri Veeresalingam Pantulu, który nazwany został  “Ojcem reform” stanu Andhra Pradesh. Wydawał miesięcznik "Vivekavardhini", i  w roku 1874 założył w Dowlaiswaram szkołę dla dziwcząt. Pokłosiem tej działalności było pierwsze małżeństwo wdowy, które miało miejsce 11 grudnia 1881 roku.

## Atrakcje
Miasto obfituje w liczne atrakcje. Liczne świątynie są celami pielgrzymek wyznawców hinduizmu i chętnie są odwiedzane przez turystów.